# Бронниково (Тверская область)
Бронниково — деревня в Весьегонском муниципальном округе Тверской области.

## География
Деревня находится в северо-восточной части Тверской области на расстоянии приблизительно 22 км на юг-юго-запад по прямой от районного центра города Весьегонск на левом берегу речки Кесьма.

## История
Известна с 1677 года как вотчинное владение Ивана Елизарьевича Нелединского. Дворов было 8 (1859 год), 9 (1889), 30 (1931), 11 (1963), 1 (1993),. До 2017 года входила в состав Пронинского сельского поселения, с 2017 по 2019 год входила в состав Ивановского сельского поселения до упразднения последнего.

## Население
Численность населения: 54 (1859 год), 51 (1889), 119 (1931), 27 (1963), 3 (1993), 3 (русские 100 %) в 2002 году, 0 в 2010.